# Today and Tomorrow
『Today and Tomorrow』（トゥデー・アンド・トゥモロー）はPINK SAPPHIREの2枚目のアルバム。

## 内容
「最後にもう一度抱きしめて」「恋のダイナマイト」の作曲を除く全曲を自ら担当した。

## 収録曲
全編曲:土方隆行・PINK SAPPHIRE
1. 最後にもう一度抱きしめて
作詞:石田美紀、作曲:小路隆
2. TOMORROW
作詞:石田美紀、作曲：鈴木孝子
3. Shining Star
作詞:石田美紀、作曲:TSUKASA
4. Dreaming Train
作詞:石田美紀、作曲:PINK SAPPHIRE
5. Friend
作詞:菊野晴泉、作曲:鈴木孝子
6. 恋のダイナマイト
作詞:石田美紀、作曲:小路隆
7. ＃1
作詞:鈴木孝子、作曲:石田美紀
8. Little Sister
作詞:塚田彩湖、作曲:石田美紀
9. 白い夏
作詞:塚田彩湖、作曲:菊野晴泉
10. Keep On Rollin'
作詞:石田美紀、作曲:PINK SAPPHIRE
11. Mr. G
作詞・作曲:PINK SAPPHIRE